# Rudi Ball
Rudi Ball, född 22 juni 1911 i Berlin, död september 1975 i Johannesburg, var en tysk ishockeyspelare. Ball blev olympisk bronsmedaljör i ishockey vid vinterspelen 1932 i Lake Placid.